# Собецький Сергій Іванович
Сергій Іванович Собецький (нар. 28 лютого 1951, Полтава, Українська РСР, СРСР) — український футболіст і тренер.

## Біографія
Вихованець полтавського футболу. У вісімнадцять років отримав запрошення від київського «Динамо». Щоправда, за два роки так і не зміг закріпитися в осносному складі. Але, під першим номером у клубі та збірній грав Євген Рудаков і навряд щоб будь-якому іншому радянському голкіперові вдалося потіснити його у резерв. За «Динамо» провів лише один офіційний матч — 25 листопада 1969 року у Тбілісі проти місцевих «одноклубників». Гра завершилася перемогою господарів з рахунком 2:0.
У розпалі сезону-70 перейшов до дніпропетровського «Дніпра». За новий клуб дебютував 1 червня проти «Металіста» (0:0). Наступного року, команда Валерія Лобановського здобула путівку до вищої ліги. За дніпропетровський клуб виступав протягом шести сезонів. Майже весь час змагався з Леонідом Колтуном за місце основного голкіпера. 1977 року перейшов до складу ворошиловоградської «Зорі», провів три матчі і завершив ігрову кар'єру. Сергій Собецький досить вдало грав на лінії воріт, мав хорошу реакцію.
У 80-х роках почав працювати у дитячо-юнацькій спортивній школі Дніпропетровська. 1994 року працював з воротарями у команді «Дніпро». Тривалий час входив до тренерського штабу полтавської «Ворскли». З 30 серпня по 7 жовтня 1998 року виконував обов'язки головного тренера клубу. У цей час «ворскляни» провели сім матчів у чемпіонаті: Здобули перемоги в іграх з «Металістом», тернопільською «Нивою» та «Дніпром», зіграли внічию з донецьким «Металургом» та «Таврією» і зазнали поразок від «Шахтаря» і кіровоградської «Зірки». Всього: три перемоги, дві нічиї і дві поразки.
Після завершення сезону 2000/01 з посади головного тренера «Ворскли» звільнився Сергій Морозов. Сергій Собецький виконував обов'язки наставника команди до призначення на цю посаду Андрія Баля.
У 2005 році входив до тренерського штабу в азербайджанському клубі «Інтер» (Баку). З наступного року працював у академії «Дніпра».

## Досягнення
- Переможець першої ліги (1): 1971

## Статистика
| Сезон             | Команда           | Чемпіонат | Чемпіонат | Чемпіонат | Кубок | Кубок |
| Сезон             | Команда           | Ліга      | Ігри      | Пг        | Ігри  | Пг    |
| ----------------- | ----------------- | --------- | --------- | --------- | ----- | ----- |
| 1969              | «Будівельник»     | Д-2       |           |           | —     | —     |
| 1969              | «Динамо»          | Д-1       | 1         | 2         | —     | —     |
| 1970              | «Динамо»          | Д-1       | —         | —         | —     | —     |
| 1970              | «Дніпро»          | Д-2       | 1         | 0         | —     | —     |
| 1971              | «Дніпро»          | Д-2       | 24        | 17        | —     | —     |
| 1972              | «Дніпро»          | Д-1       | 15        | 16        | 2     | 2     |
| 1973              | «Дніпро»          | Д-1       | 11        | 13        | 1     | 1     |
| 1974              | «Дніпро»          | Д-1       | 4         | 4         | —     | —     |
| 1975              | «Дніпро»          | Д-1       | 14        | 18        | —     | —     |
| 1976              | «Дніпро»          | Д-1       | 4         | 6         | 1     | 1     |
| 1976              | «Дніпро»          | Д-1       | 3         | 6         | —     | —     |
| 1977              | «Зоря»            | Д-1       | 3         | 2         | —     | —     |
| Усього за кар'єру | Усього за кар'єру | Д-1       | 54        | 67        | 4     | 4     |
| Усього за кар'єру | Усього за кар'єру | Д-2       | 25        | 17        | 4     | 4     |